# 卢修斯·克莱
卢修斯·杜比尼翁·克莱（英語：Lucius Dubignon Clay；1898年4月23日—1978年4月16日），美国陆军上将，德国美占领区总司令。

## 生平
克莱于1898年出生于佐治亚州玛丽埃塔市，1918年毕业于美国军事学院（西点军校）后加入美国陆军工程兵团。在两次世界大战期间，他先后在美国本土、菲律宾等地负责多项民用和军事工程项目的监管工作。
第二次世界大战期间，克莱在军需部门任职。自1942年起主管战时物资生产与供应，1944年末调任战争动员与复员办公室副主任，参与制定战后经济复原计划。1945年被任命为美国驻德国占领军副总司令，协助艾森豪威尔处理占领区事务。1947年晋升上将，接任美国欧洲战区总司令兼驻德军政府军事总督。
1948年苏联封锁西柏林期间，克莱主导实施柏林空运行动，通过空运向西柏林供应物资。该行动持续至1949年5月苏联解除封锁。克莱于封锁解除当月退役。退役后，克莱进入企业界担任管理职务。1961年柏林局势再度紧张时，被肯尼迪总统任命为驻西柏林特别代表，参与处理查理检查哨对峙事件。1964年曾短期参与对外政策研究工作。1978年4月16日逝世于马萨诸塞州查塔姆市。